# Schloss Filseck

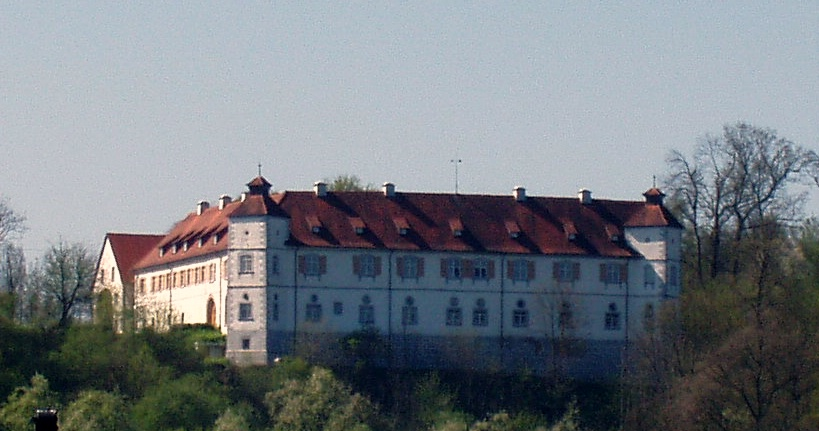
Schloss Filseck, Blick von der B10

Schloss Filseck liegt hoch über der nördlich gelegenen Bundesstraße 10 zwischen den Orten Faurndau und Uhingen mit Blick in das Filstal und auf den Hohenstaufen zwischen der Buckelwiese und im Filsecker Feld. Das Schloss gehört zur Stadt Uhingen in Baden-Württemberg.

## Architektur

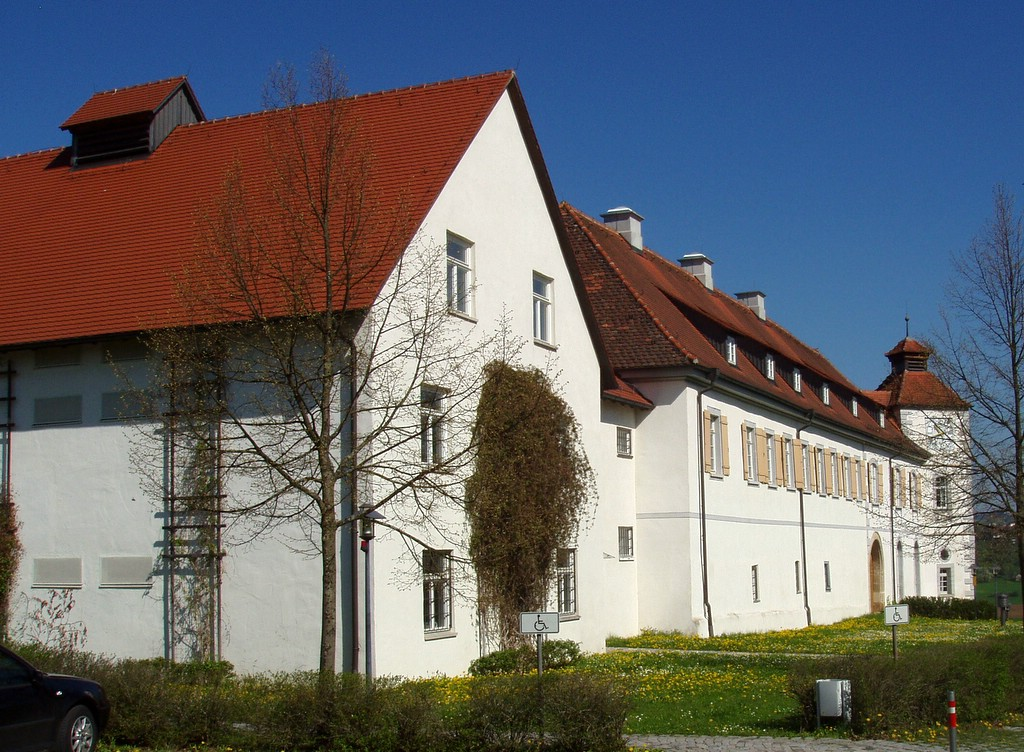
Schloss Filseck, Ostflügel mit Wirtschaftsgebäude

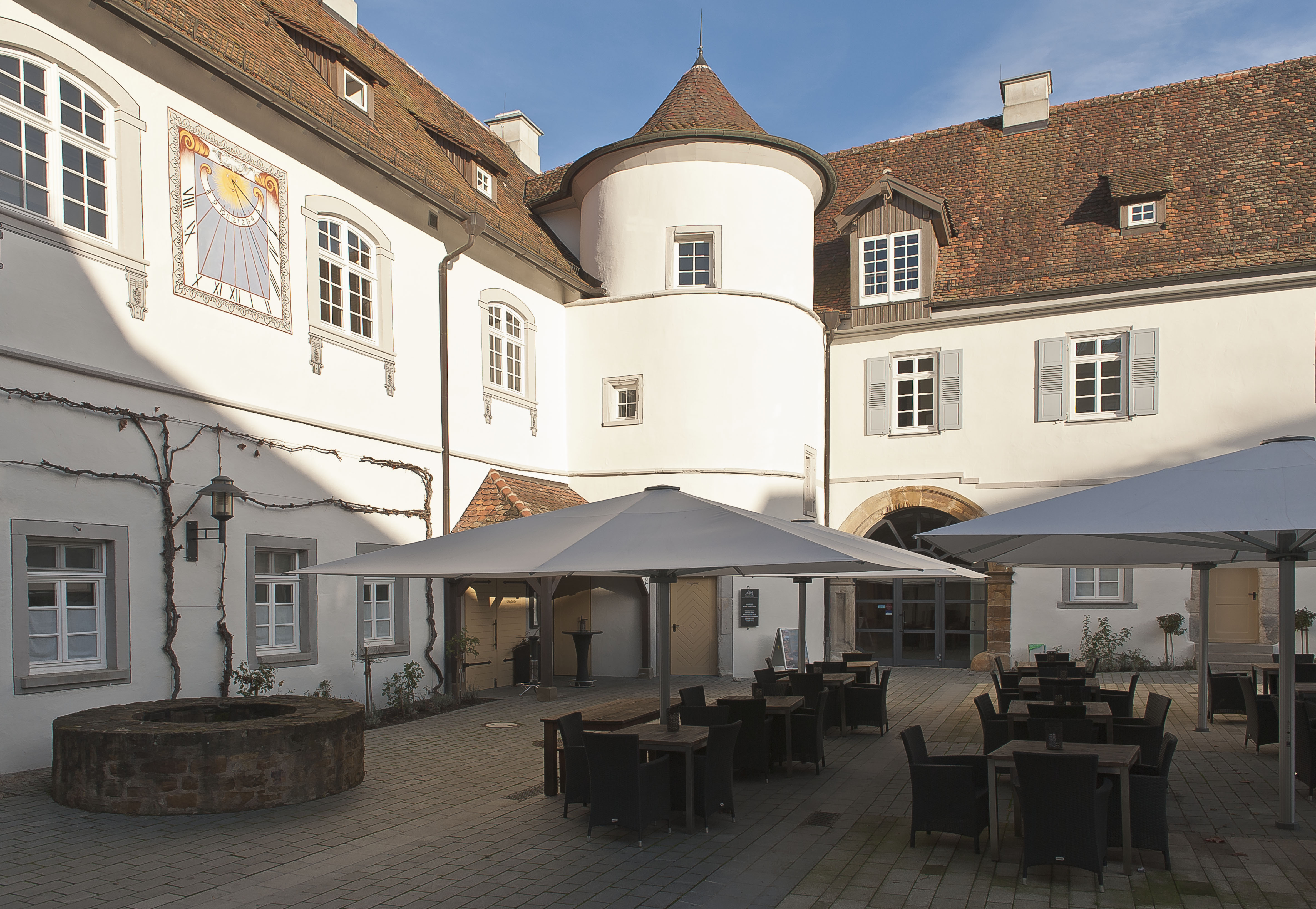
Innenhof

Heute ist Schloss Filseck ein geschlossener Vierflügelbau im Stil der Renaissance mit einem Gewölbekeller aus der Stauferzeit. Der Grundriss der Vorgängerburg zur Stauferzeit war – nach Ausweis archäologischer Notgrabungen bei der Restaurierung in den 1990er Jahren – noch recht einfach, bestehend aus einem bewohnten Nordturm und Befestigungsmauern. 1596/97 errichtete Burkhard von Berlichingen, den staufischen Wohnturm mit einbeziehend, den heutigen Nordflügel. 1736 setzte Karl Magnus Freiherr von Ertingen (oder Ertringen) auf den staufischen Ostflügel den zweiten Stock, dadurch entstand ein vierflügeliges Schloss in gleicher Firsthöhe. 1850 wurde ein modernes Wirtschaftsgebäude erbaut. Die Schlossflügel erhielten Stuckdecken, die Außenmauern einen neuen Verputz.

## Geschichte
Das heutige Schloss ging aus einer Burg hervor, die um 1230 vermutlich von dem Grafen Egino von Aichelberg erbaut wurde. Im Jahr 1268 findet der Ritter Ernst von Filseck urkundlich Erwähnung. Da er ein aichelbergischer Dienstmann war, ist es wahrscheinlich, dass die Burg zu jener Zeit immer noch Besitz der Aichelberger war. Die Familie blieb bis 1318 Eigentümerin, dann verkaufte Diepold von Aichelberg gemeinsam mit seinen Söhnen die Burg an Eberhard I. von Württemberg, von dem sie um 1350 an die Familie Reuß von Reußenstein vergeben wurde, in deren Eigentum sie rund 200 Jahre blieb.
1568 verkaufte die Familie Reuß das reichsunmittelbare Rittergut an den Göppinger Bürgermeister Balthasar Moser, von dem es nur fünf Jahre später Dietrich von Gemmingen erwarb. Er veräußerte das wenig gewinnbringende Gut 1596 an Burkhard von Berlichingen, der 1597/98 damit begann, die alte Burganlage durch ein wohnlicheres Schloss im Stil der Renaissance zu ersetzen. Der heutige Nordtrakt sowie ein Teil des Ostflügels erhielten dabei in etwa ihre heutige Gestalt. Burkhardt überließ den Neubau im Jahr 1608 seinen fünf Erbtöchtern, insbesondere Anna Margaretha und ihrem Mann Oberst Otto von Vohenstein. 1648 übernahm deren Schwiegersohn, Major Matthias Georg Fischer von Rob, die Anlage, die bis 1706 im Besitz seines Sohnes Ludwig Friedrich und dessen Frau Anna Elisabeth, geb. Neubronner von Eisenburg, blieb.
1707 kam Schloss Filseck durch Ludwig Friedrichs zweite Ehefrau an den Obristleutnant Johann Ludwig Emigius von Zweiffel, der es 1710 an das Zisterzienserkloster Schöntal/Jagst veräußerte. Dessen Abt Benedikt Knittel ließ kurze Zeit darauf eine Schlosskapelle einrichten. Schon 1721 gab das Kloster den Besitz Filsecks auf und verkaufte die Anlage an Generalleutnant Freiherr Carl Magnus Leutrum von Ertingen. Unter ihm entstand um 1733 der östliche Flügelaufbau, der nach seiner Frau benannte Charlottenhof und der Schlosspark sowie die Alleen. 1739 befand sich das Schloss als Pfand im Besitz des Grafen Christoph Martin II. von Degenfeld-Schonburg in Eybach. Zehn Jahre später ging der völlig überschuldete Besitz auf dem Konkursweg an den Hauptgläubiger, den Augsburger Bankier Christian I. von Münch, dessen Familie bis zum Aussterben im Mannesstamm 1920 Eigentümerin blieb. Unter ihr erfolgte 1851 der Neubau des südlichen Ökonomiegebäudes. Als der letzte männliche Spross, Oskar von Münch, 1920 in einer Heilbronner Heil- und Pflegeanstalt starb, kam das Schloss über Oskars einzige Schwester Gabriele, Ehefrau des Freiherrn Arnold von Podewils, an dessen Familie. Wie ihre Vorgänger bewohnten und bewirtschafteten sie die Anlage nicht selbst, sondern verpachteten Filseck von 1906 bis 1968 an die Familie Waggershauser. Nach Gabrieles Tod 1953 erbte Podewils' zweite Frau Margarete, geborene von Rohr, das Gut.

### Brand und Wiederaufbau
Am 8. Mai 1971 brannten die den West- und Südflügel bildenden Wirtschaftsgebäude ab. Margarethe von Podewils verkaufte die Anlage daraufhin an die Stuttgarter Firma Dr. Manfred Beck. Nach dem Brand wurden zahlreiche Nutzungsmöglichkeiten des Schlosses, sei es durch Privat oder durch öffentliche Institutionen, in Betracht gezogen. Sie  scheiterten nicht zuletzt an der Wirtschaftlichkeit, obwohl die Anlage seit 1979 mit einem Fördersatz von 900.000 Euro im Schwerpunktprogramm der Denkmalpflege des Landes enthalten war. Obgleich das Dach 1975/76 neu gedeckt wurde, schritten die Zerstörungen durch Vandalismus immer weiter fort. Der Landkreis Göppingen erwarb das Schloss 1986, um es in das Denkmalnutzungsprogramm des Landes Baden-Württemberg aufzunehmen. Somit wurden nochmals ca. 6,70 Millionen Euro Fördermittel aufgebracht. 1988 konnten die äußere Erschließung durchgeführt sowie die Ver- und Entsorgungseinrichtungen des Anwesens hergestellt werden. Die Wiederaufbau- und Renovierungsarbeiten begannen im Mai 1989 und konnten 1993 abgeschlossen werden. Die Einweihung wurde im Juni 1994 gefeiert. Schlussendlich kosteten Renovierung und Neubau rund 11,5 Millionen Euro.
Seit dem 1. Januar 2008 ist die Anlage im Besitz der Schloss-Filseck-Stiftung der Kreissparkasse Göppingen, die das Schloss schrittweise weiter modernisiert und zu einer zeitgemäßen Veranstaltungs- und Tagungsstätte mit Gastronomie ausgebaut hat. In der Außenanlage wurde ein Staudengarten und eine Pomologie angelegt und der Schlosspark nach dem Vorbild des 19. Jahrhunderts wieder hergestellt. Im Mai 2019 wurde zudem ein Landschaftspark eröffnet, der in drei unterschiedlich großen Rundwegen die angrenzende Landschaft bis zum Charlottensee erschließt und zahlreiche Erlebnisstationen (u. a. Hochseilallee, Schwebender Pfad, Kugelnest) bietet.

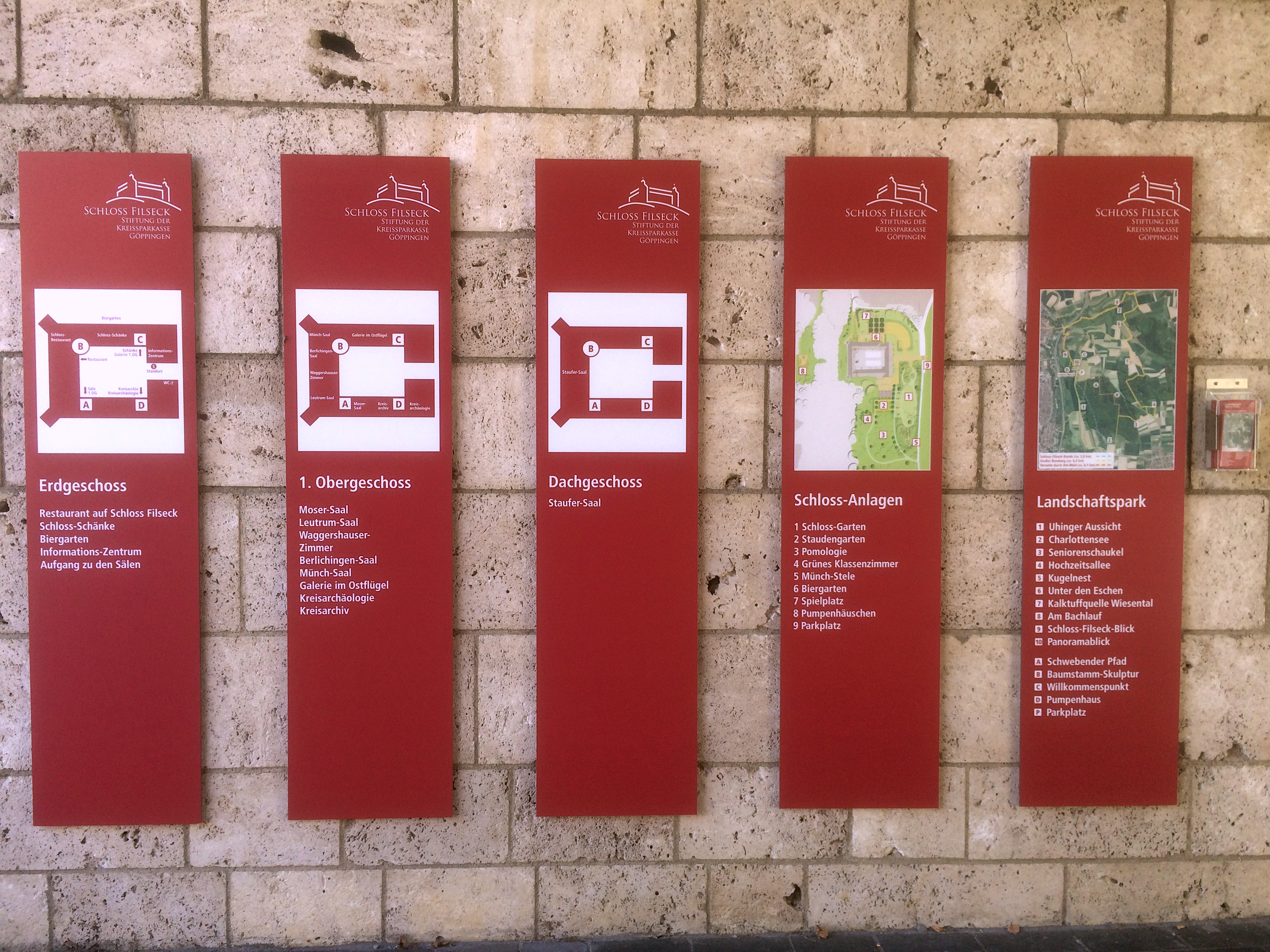
Infotafeln
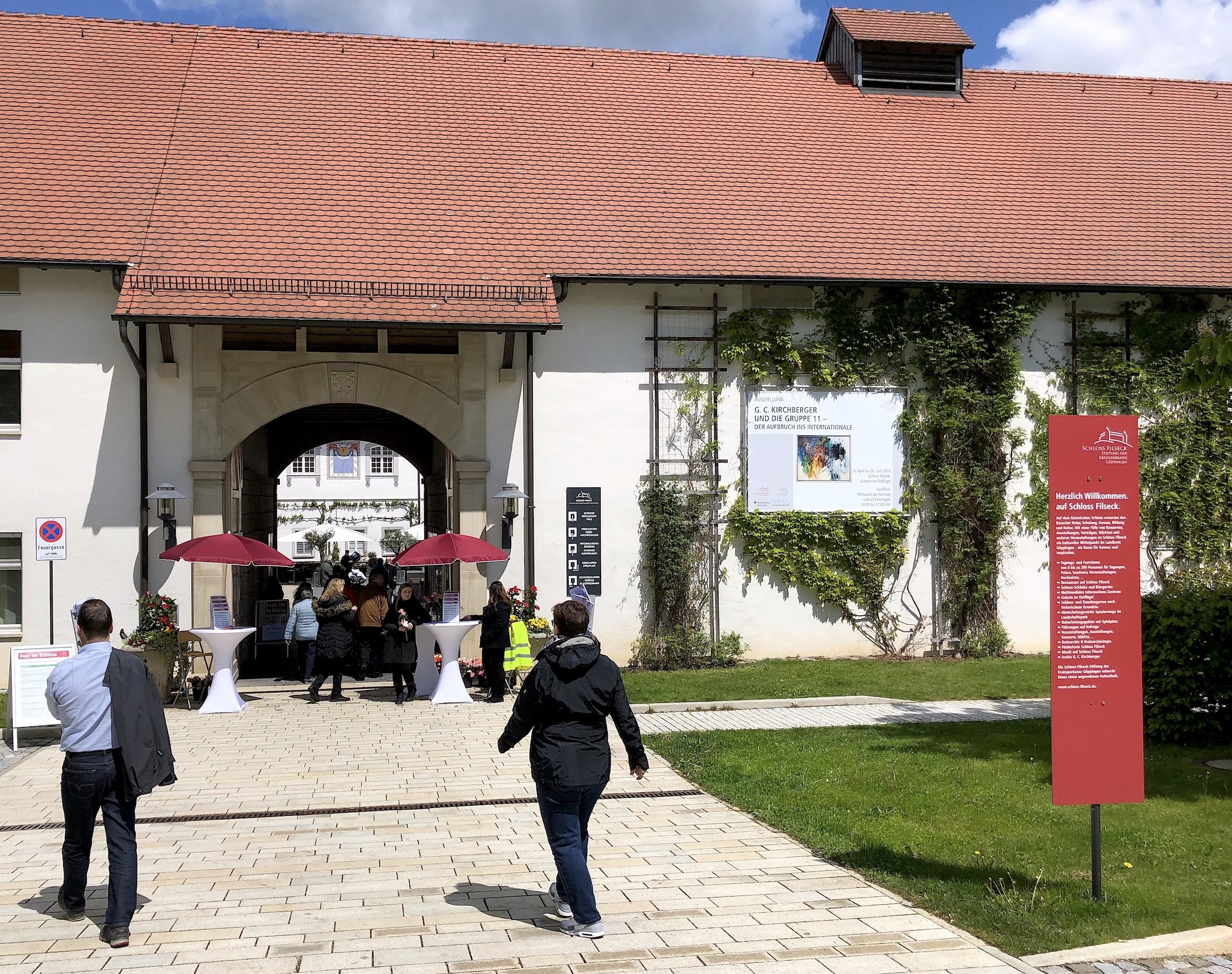
Eingangstor
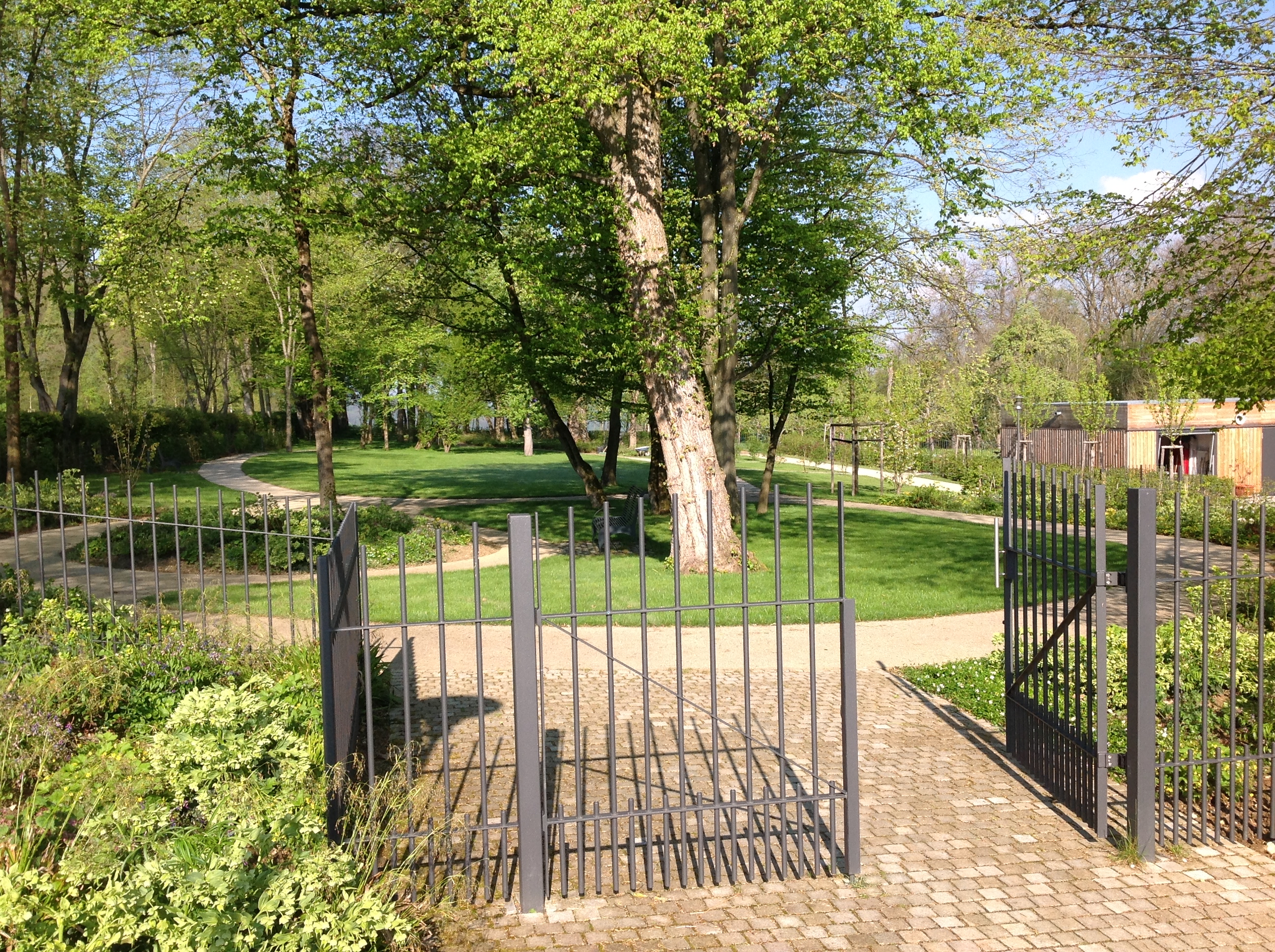
Schlossgarten
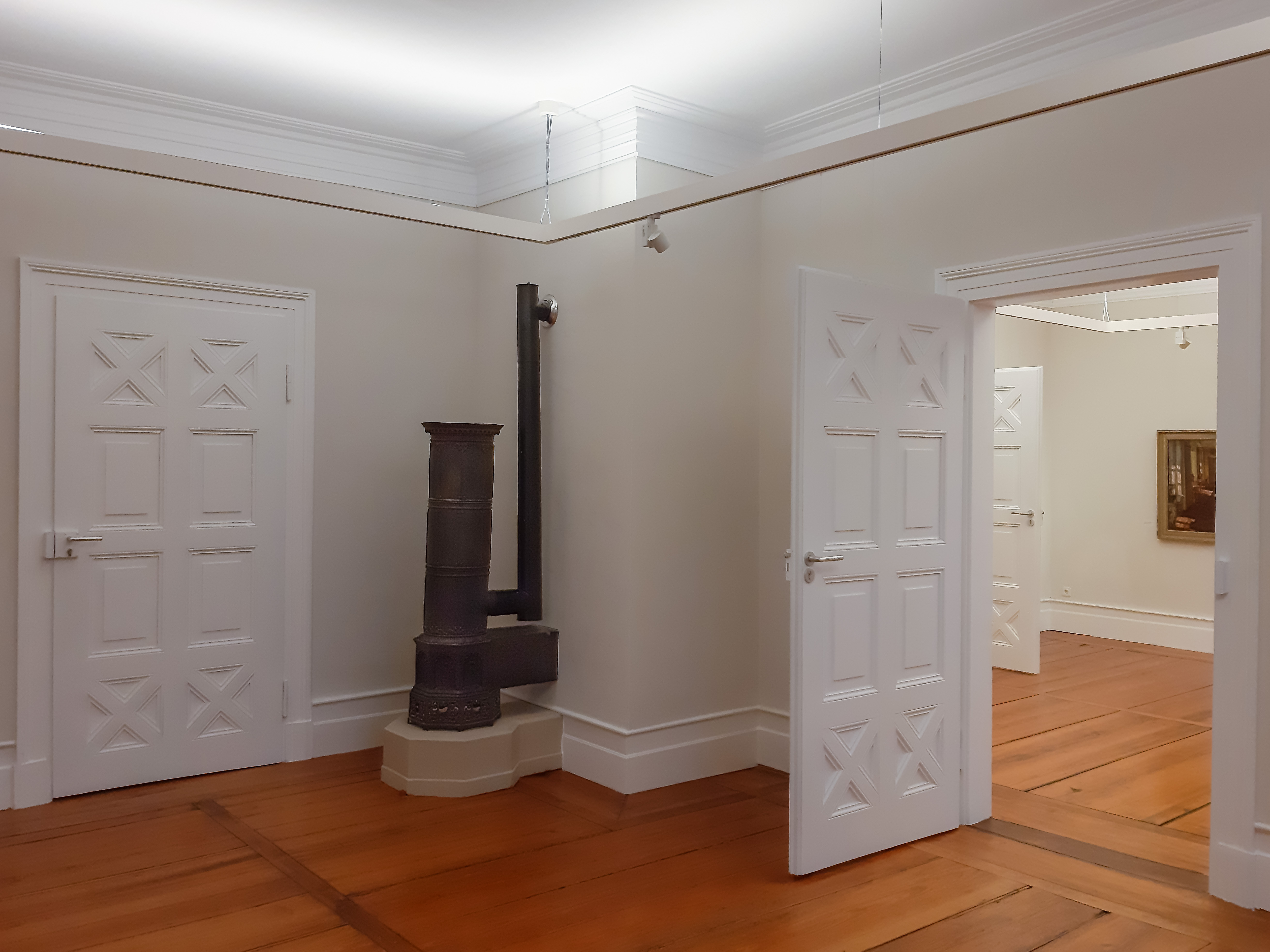
Galerieräume
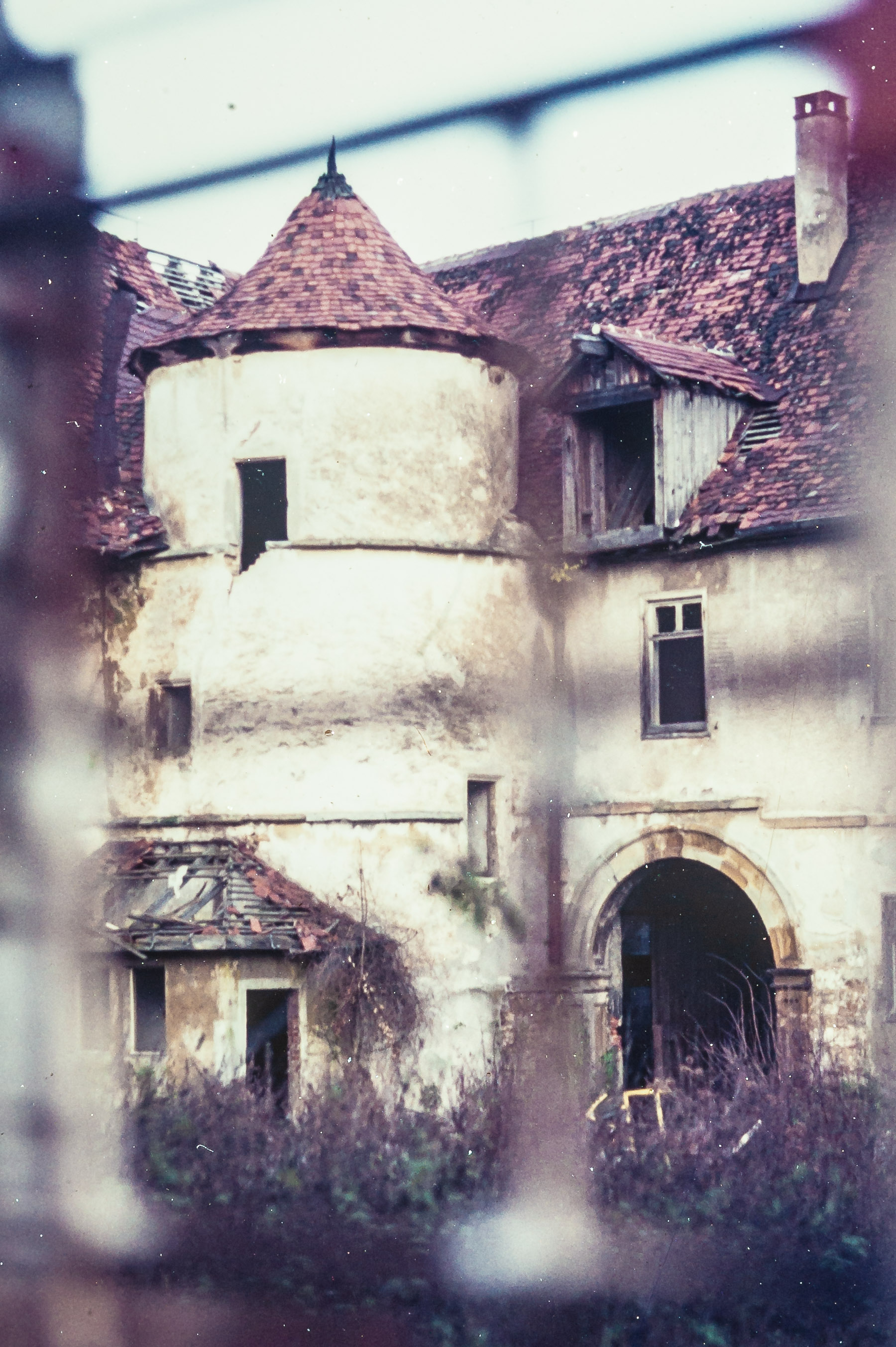
Erhaltungszustand 1974
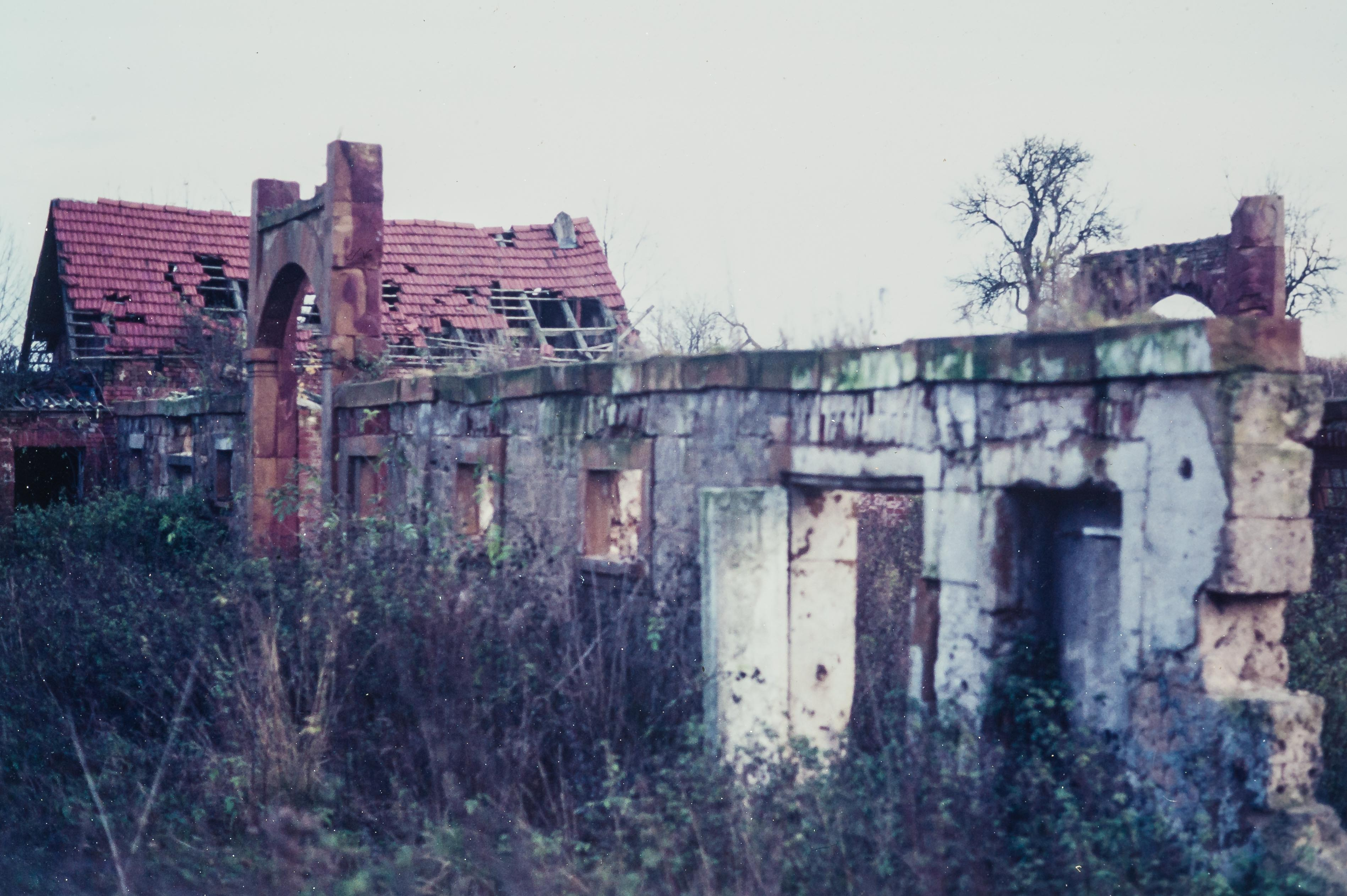
Erhaltungszustand 1974

## Heutige Nutzung
Das Schloss hat heute als Naherholungsziel, Tagungsort und kulturelle Begegnungsstätte eine Vielzahl von Funktionen (z. B. als Ort für Ausstellungen oder die Konzertreihen von Musik auf Schloss Filseck) und beherbergt verschiedene Institutionen und Einrichtungen:
- das Kreisarchiv des Landkreises Göppingen

- die Kreisarchäologie des Landkreise Göppingen

- das Archiv G. C. Kirchberger, das Material zu Leben und Werk des Hard-Edge-Malers und Avantgarde-Künstlers Günther C. Kirchberger (1928–2010) bewahrt

- die Galerie im Ostflügel im ersten Obergeschoss, in der von der Kunsthalle Göppingen sowie dem Archiv G. C. Kirchberger regelmäßig Ausstellungen organisiert werden

- das Informationszentrum im Erdgeschoss mit einer kleinen Dauerausstellung und einer multimedialen Präsentation zur Geschichte des Schlosses

- das Restaurant Schloss Filseck

- die Schloss-Schänke mit Biergarten

- die verschiedenen Säle für Tagungen, Feste und Veranstaltungen (siehe unten)

sowie im Außenbereich:
- der Spielplatz

- die Pomologie

- der Staudengarten

- das  grüne Klassenzimmer

- sowie der angeschlossene Landschaftspark mit verschiedenen Rundwegen

Die Säle des Schlosses Filseck:

### In der Dürnitz
Der Saal diente einst der Schlossmannschaft als Aufenthaltsraum, zu Beginn des 18. Jahrhunderts als Kapelle des Klosters Schöntal/Jagst und dann als Remise. Heute dient der Saal dem Schlossrestaurant als Raum, in dessen Fußboden sich eine stauferzeitliche Mauer, archäologische Funde in einer Wandvitrine und ein Schlachtenbild eines niederländischen Malers befinden.

### Der Berlichingen-Saal
Dieser Saal mit seinen 36 Plätzen erinnert an den Erbauer des Schlosses. Ihn schmückt ein nach Originalresten gestalteter gusseiserner Kastenofen von 1598 mit Kachelaufsatz.

### Der Münch-Saal
Dieser Saal mit seinen 60 Plätzen erinnert an die Augsburger Patrizier- und Bankiersfamilie von Münch, die das Schloss von 1749 bis 1920 besaß. Der Saal wurde nach restauratorischen Befunden wiederhergestellt. Ornamentale Malereien, bandelliertes Fachwerk und Gefache sowie eine Wandtäfelung prägen den Renaissanceraum.

### Landkreisräume
Die drei Räume in der Nordwestecke des Obergeschosses stehen in der Nutzung des Landkreises. Sie können für Veranstaltungen von der Landkreisverwaltung angemietet werden. Ihre Bewirtschaftung ist nur über den Pächter des Restaurants möglich.

### Der Leutrum-Saal
Dieser Saal (50 Plätze) mit Bandel-Stuck aus der Zeit des Rokoko erinnert an Freiherr Carl Magnus Leutrum von Ertingen.

### Das Waggershauser-Zimmer
Dieses Zimmer (12 Plätze) gedenkt der von 1906 bis 1968 das Gut als Pächter umtreibenden Familie. Ein bemalter Biedermeierschrank und ein Landschaftsbild des auf Filseck geborenen Malers Eugen Wolff-Filseck (1873–1937) schmücken den Raum.

### Der Moser-Saal
Dieser Saal im Westflügel (50–80 Plätze) ist der Familie gewidmet, die im 16. Jahrhundert kurze Zeit Filseck besaß. Ihr Mitglied Johann Jacob Moser war einer der bedeutendsten europäischen Staatsrechtler des 18. Jahrhunderts.